# 変成器
変成器（へんせいき）は、電磁誘導を利用して電気エネルギーの伝達を行う電子部品の総称。トランスとも呼ばれる。
変成器のうち、電圧の変換を目的としたものを変圧器、電流の変換を目的としたものを変流器という。この他にもインピーダンスの変換や一次側と二次側の絶縁などに用いられる変成器があるほか、コンデンサと組み合わせて周波数フィルタとして用いるものもある。

## 概要

変成器の基本構造

基本的な変成器は、磁気的に結合した2つの巻線によって構成される。エネルギー保存則により一次側巻線と二次側巻線の電力は等しくなるが、電力は電圧と電流の積によって求まるため、その巻線の巻数の違いによって電圧や電流の大きさを変化させることができる。
すなわち、一次側の巻数をN1、一次側の電圧をV1、一次側の電流をI1、一次側のインピーダンスをZ1、二次側の巻数をN2、二次側の電圧をV2、一次側の電流をI2、二次側のインピーダンスをZ2とすると次の式が成り立つ。
{\displaystyle {\frac {N_{2}}{N_{1}}}={\frac {V_{2}}{V_{1}}}={\frac {I_{1}}{I_{2}}}={\sqrt {\frac {Z_{2}}{Z_{1}}}}}

## 電圧の変換
電圧を変換することを変圧といい、変圧を目的とした変成器を変圧器という。

## 電流の変換
電流を変換することを変流といい、変流を目的とした変成器を変流器という。

## インピーダンスの変換
電気エネルギーを損失なく伝達させるためには、それぞれの回路のインピーダンスを整合する必要がある。そこで用いられるのがインピーダンス変換トランスである。
トランジスタなどの増幅回路に用いるトランスには、用途別に入力トランス、段間トランス、出力トランスの3種類があるが、これらの分類はインピーダンスの公称値に対してメーカーが推奨する用途を定めたものであるため、耐電力などの条件を満たせば転用も可能である。トランジスタ用の小型トランスは山水電気のST-○○（2桁の数字）が定番と言えるもので、他社製のトランスもこれに準ずる型番を付けている製品が多い。
入力トランス
入力機器（マイクロホン、センサ）などと増幅回路のインピーダンス整合を行うトランスが入力トランスである。
マイクロホンの入力の場合は、マイクロホンの出力端子の2本をアースから独立させて入力トランスの1次側に接続し、2次側をアンプの入力に接続する構造を採っている。2本の信号ラインに対して同相で混入した外部からのノイズ、ハムは入力トランスを通過しないので、長い配線を行なっても高いS/N比が得られる。平衡接続参照。
段間トランス
増幅回路の出力と次段の入力のインピーダンス整合を行うトランス。B級プシュプル増幅回路などで、正負の2入力が必要な場合に、センタータップ付きのトランスが用いられる。IC、およびトランスを用いないSEPP回路などが主流になったため、近年はあまり見られない。
出力トランス
スピーカーのインピーダンスは4 - 32Ω程度と極めて低いので、出力インピーダンスが高い真空管を用いた増幅回路、およびエミッタ接地回路によるトランジスタ増幅回路でスピーカーを駆動するには、1次側が数100Ω - 数kΩ、2次側をスピーカーのインピーダンスに合わせた出力トランスを用いる。1次側の直流分（バイアス成分）を除く（2次側に現れないようにする。直流分カットと言うことがある。）ことにもなるので、負荷の保護の役割も兼ねる。

## 一次側と二次側の絶縁
変成器の中には、一次側と二次側は磁気的に結合しているものの電気的には絶縁されているものも存在する。
これによって電灯線からの電気雑音や直流電流が出力側に入ることを防ぐことができるほか、逆に出力側の電気雑音や直流電流が電灯線に入ることを防ぐことができる。

## その他の用途
伝送線路トランス
伝送線路の全体をコアに巻き、磁気回路を形成したものである。通常のトランスと動作原理は全く異なるが、トランスの一種として考えられる。伝送線路の2本の電線に対して同位相の電流は通過することができないので、電波障害の防止や平衡系-不平衡系の変換など様々な用途に用いられる。
回転トランス
ロータリートランスともいう。回転体の静止側と回転体の間で電気信号や電流をやり取りする時に使用する。従来はスリップリングを介して行なっていたが、摺動子を介すことによって火花が発生する場合があり、磨耗するため、望ましくはなかった。そこで一次側と二次側をそれぞれ静止側と回転側に取り付け磁気回路を形成することにより非接触で交流電流や信号のやり取りが出来る。ビデオデッキの回転ヘッド等に使用される。
ゲートドライブトランス
ダブルフォワード型、ハーフブリッジ型、フルブリッジ型等のスイッチング電源等に使用されるハイサイドスイッチにNチャネルMOSFETを使用する際、ハイサイドスイッチのドレインに電源電圧が印加される。このため、ハイサイドスイッチのゲートには電源電圧に加えてハイサイドスイッチをオンさせるに必要な電圧を与えなければならない。この、ハイサイドスイッチをオン/オフ制御するためのゲート電圧をハイサイドスイッチに与えるためのトランスをゲートドライブトランス、またはドライブトランスと呼ぶ。なお、パルストランスとも呼ぶ事例を見かけるが、「パルストランス」はネットワークのトランシーバに用いられる絶縁用途のものを指すことが多いので、注意すべきである。